# لوسيفر (مسلسل)
لوسيفر (بالإنجليزية: Lucifer) هو مسلسل تلفزيوني أمريكي توم اليس بدأ عرضه على فوكس في 25 يناير 2016. والمسلسل مبني على شخصية قصص دي سي المصورة التي ابتكرها كل من نيل غيمان وسام كيث ومايك درينغنبرغ والمأخوذة من سلسلة قصص رجل الرمل المصورة، والتي أصبحت فيما بعد الشخصية الرئيسية لسلسلة قصص مصورة خاصة بها، ونُشرت السلسلتان كلتاهما من قِبل دمغة فيرتيغو التابعة لشركة دي سي كومكس لكتب القصص المصورة. المسلسل من إنتاج شركة جيري بروكهايمر التلفزيونية وشركة دي سي الترفيهية وشركة وارنر بروس التلفزيونية.
تدور أحداث المسلسل حول لوسيفر مورنينغستار (الذي يلعب دوره توم إيليس)، الشيطان، الذي يهجر الجحيم ويذهب إلى لوس أنجلوس حيث يدير ناديه الليلي الخاص ويصبح مستشارًا لدى شرطة لوس أنجلوس. ويتضمن طاقم الممثلين كلًا من لاورين جيرمان بدور المحققة كلوي ديكر، وكيفين أليخاندرو بدور المحقق دانييل «دان» إسبينوزا، ود. ب. وودسايد بدور أميناديل، وليزلي آن براندت بدور ميزيكين، وراشيل هاريس بدور د. لندا مارتن. بدأ تصوير المسلسل أول الأمر في فانكوفر، كولومبيا البريطانية قبل نقل الإنتاج بالكامل إلى لوس أنجلوس، كاليفورنيا بدءًا من الموسم الثالث.
تلقى الموسم الأول ردود أفعال متفاوتة من النقاد، إلا أن المواسم التالية حازت على تقييمات أفضل، ويشيد العديد من النقاد بأداء إيليس على وجه التحديد. وعلى الرغم من ارتفاع نسبة المشاهدة لحلقته الأولى، ظلت التقييمات منخفضة باستمرار طوال عرض المسلسل على فوكس. وفي 11 مايو 2018، ألغت فوكس المسلسل بعد ثلاثة مواسم. وبعد ذلك بشهر، تكفلت نتفليكس بالمسلسل من أجل إنتاج موسم رابع من عشر حلقات، أطلِق في 8 مايو 2019. وفي 6 يونيو 2019، جددت نتفليكس عقد المسلسل من أجل إنتاج الموسم الخامس من 16 حلقة وتم تجديد المسلسل لموسم سادس من عشر حلقات

## لمحة عامة
يركز المسلسل على لوسيفر مورنينغستار، الشيطان، الذي يصاب بالملل والسأم من كونه سيد الجحيم. يستقيل من منصبه متحديًا أباه
ويهجر مملكته ليذهب إلى لوس أنجلوس، حيث ينتهي به المطاف إلى إدارة ناديه الليلي الخاص المسمى «لوكس». يتورط في تفاصيل قضية قتل مع المحققة كلوي ديكر، ثم يدعى نتيجة لذلك إلى شغل منصب مستشار لدى شرطة لوس أنجلوس. وخلال المسلسل، تتعرض لوس أنجلوس لعدة تهديدات سماوية وشيطانية، وينتهي المطاف -في الوقت نفسه- بلوسيفر وكلوي إلى وقوع واحدهما في حب الآخر.

## الطاقم والشخصيات
- توم إيليس بدور لوسيفر مورنينغستار: سيد الجحيم، الذي يسأم من حياته فيهجر عرشه ويصبح مستشارًا مدنيًا لشرطة لوس أنجلوس بالتزامن مع إدارته لناديه الليلي المرموق الذي يدعى «لوكس».[6]
- لورين جيرمان بدور المحققة كلوي ديكر: كان والدها المتوفى ضابطًا في شرطة لوس أنجلوس، وهي تعمل محققة جرائم قتل. تحل الجرائم برفقة لوسيفر بعد أن يبدي اهتمامًا بها ما إن يكتشف أنها تتمتع بمناعة ضد قدراته.[7]
- كيفين أليخاندرو بدور المحقق دانييل «دان» إسبينوزا: محقق جرائم قتل لدى شرطة لوس أنجلوس وزوج كلوي السابق.[8]
- د. ب. وودسايد بدور أميناديل: ملاك، وهو أكبر أشقاء لوسيفر. يصل إلى لوس أنجلوس كي يشجع لوسيفر على العودة إلى الجحيم، وإذ يخفق في ذلك يسعى إلى إرغام لوسيفر على العودة بطرق مختلفة. ليزلي آن براندت بدور ميزيكين: صديقة حميمة وحليفة مخلصة للوسيفر مورنينغستار، تسمى «ميز» اختصارًا. وهي شيطانة كانت كبرى مساعديه من المعذبين ثم تبعته من الجحيم إلى لوس أنجلوس، وتظاهرت بالعمل كساقية وحارسة في نادي لوسيفر. في الموسم الثاني، تبحث ميز عن اتجاه جديد على كوكب الأرض وتصبح صائدة مكافآت.[9]
- سكارليت إستيفيز بدور بياتريس «تريكسي» إسبينوزا: ابنة كلوي ودان، التي تقيم صداقة مع لوسيفر وميزيكين.[10]
- راشيل هاريس بدور د. ليندا مارتن: معالجة لوسيفر النفسية التي حصّلت تعليمها في جامعة ستانفورد، وتتلقى منه دفعات «الأتعاب» في بادئ الأمر على شكل ممارسة الجنس.[11]
- كيفين رانكين بدور المحقق مالكولم غراهام: ضابط شرطة تعرض لإصابة قبل بدء أحداث المسلسل، مات لفترة قصيرة لكن أميناديل أعاده بعدها من الجحيم ليقتل لوسيفر. (الموسم 1)[12]
- تريشيا هيلفر بدور تشارلوت ريتشاردز / «الأم»: والدة لوسيفر وأميناديل وزوجة الإله المنفية، التي هربت من سجنها في الجحيم. توصف بأنها «إلهة كل الخلق». على كوكب الأرض، تتقمص روحها في جسد تشارلوت ريتشاردز، محامية قضايا قتل. بعد أن تغادر الكون في نهاية الموسم الثاني، تُبعث تشارلوت الإنسانة إلى الحياة. (الموسمان 2-3، ضيفة في الموسم 5)[13]
- آيمي غارسيا بدور إيلا لوبيز: عالمة أدلة جنائية لدى شرطة لوس أنجلوس. (من الموسم 2 حتى الوقت الحالي)[14]
- توم ويلينغ بدور الملازم أول ماركوس بيرس / قابيل: ملازم أول في سلك الشرطة يحظى باحترام كبير ويشرف على عمل كل من كلوي ودان وإيلا في شرطة لوس أنجلوس. يُكتشف أنه قابيل الخالد، أول قاتل في العالم، الذي كُتب عليه أن يجوب الأرض إلى الأبد. (الموسم 3)[15]
- إنبار لافي بدور حواء: أول أنثى بشرية في العالم، والدة قابيل وحبيبة سابقة للوسيفر. (الموسم 4)[16]

## الجوائز والترشيحات
| السنة | الجوائز                | الترشيح  | الفئات                   | النتيجة | مصدر   |
| ----- | ---------------------- | -------- | ------------------------ | ------- | ------ |
| 2016  | جائزة اختيار المراهقين | توم إليس | Choice TV: Breakout Star | رُشِّح     | [ 17 ] |
| 2016  | جائزة اختيار المراهقين | لوسيفر   | Choice TV: Breakout Show | رُشِّح     | [ 17 ] |

## روابط خارجية
- لوسيفر على موقع IMDb (الإنجليزية)
- لوسيفر على موقع ميتاكريتيك (الإنجليزية)
- لوسيفر على موقع روتن توميتوز (الإنجليزية)
- لوسيفر على موقع نتفليكس (الإنجليزية)
- لوسيفر على موقع أول موفي (الإنجليزية)
- لوسيفر على موقع فيلمافينيتي (الإسبانية)
- لوسيفر على موقع كينوبويسك (الروسية)
- لوسيفر على موقع ألو سيني (الفرنسية)
- لوسيفر على موقع قاعدة بيانات الفيلم (الإنجليزية)